# Ново-Савиново (Казань)
Ново-Савиново (тат. Яңа Савин) — посёлок, находившийся на территории нынешнего Ново-Савиновского района Казани.

## Происхождение названия
Посёлок получил название по селу Савиново, на землях крестьян которого возник. Варианты названия: Савиновская стройка, Ново-Савиновская стройка, Савиновская слобода, Новосавиновская, Савинки.

## История
Упоминается в 1909 году как «стройка на земле крестьян с. Савинова»; на 1915 год здесь имелись 3 бакалейные лавки. С момента создания находился на земле Каймарской волости Казанского уезда Казанской губернии (позднее — Арского кантона Татарской АССР). Присоединён к Казани в 1924 году (с 1934 года — в Ленинском районе). Вскоре после присоединения к Казани посёлок был соединён дамбой с Козьей слободой. Состоявший в конце 1920-х гг. из трёх улиц (1-я, 2-я и 3-я Савиновские) небольшой посёлок к 1940 году разросся и фактически слился с соседними слободами — Новой Стройкой и Козьей. К 1957 году общая длина улиц Нового Савинова (с улицами Новой Стройки) составляла 20,95 км.
В 1950-е годы в посёлке появился ряд новых построек: в связи со строительством Куйбышевского водохранилища сюда (на Савиновскую улицу) переносится жилой посёлок Казанского механического завода «Сантехприбор», с Новой дамбы и Бакалды переносятся жилые дома и склад треста «Казгортоп»; для переноса жилых домов из зоны затопления отводится участок восточнее посёлка (Дальняя Савиновка), для подъезда к которому реконструируются улицы Короленко и МОПРа; впоследствии именно этот участок отойдёт под многоэтажную застройку кварталов 37 и 39 Ленинского района.
Большая часть Ново-Савиново была снесена во время программы ликвидации ветхого жилья в Казани, проводившейся с 1996 по 2004 год; последние дома по улицам Кемеровская и Нижне-Торфяная были снесены в марте 2019 года.

## Население
| 1909 | 1924 |
| ---- | ---- |
| 75   | ↗707 |

## Известные жители
Среди известных жителей Ново-Савиново — мэр Казани Камиль Исхаков и мусульманские религиозные деятели Шамиль Исхаков (имам мечети «Казан нуры», проживали по адресу Прямая, дом 6, ) и Мансур Джелялетдинов (имам-хатыб мечети аль-Марджани).

## Улицы
- 9 января
- Азовская
- Алтайская
- Амурская
- Багрицкого
- Бакинская
- Ветлужская
- Динамовская
- Каховская
- Меридианная
- Мирная
- МОПРа
- Нивелирная
- Парковая
- Поперечно-Меридианная
- Поперечно-Мирная
- Поперечно-Северная
- Поперечно-Северная 2-я
- Поперечно-Снежная
- Поперечно-Южная
- Прямая
- Руставели
- Савиновская
- Северная
- Снежная
- Снежный переулок
- Совхозная
- Теодолитная
- Уральская
- Черноморская
- Штативная
- Южная

## Социальная инфраструктура
В посёлке находились школа № 38 (МОПРа, 102), библиотека (угол улиц МОПРа и Руставели), магазин № 213 Ленинского райпищеторга (Черноморская, 28), детские сады № 139 завода «Сантехприбор» и № 236 «Аистёнок» (адреса: Савиновская, 8 и Чистопольская, 3а; существовали в разное время), почтовое отделение № 66 (Чистопольская, 46).